# Mir (U-Boot)

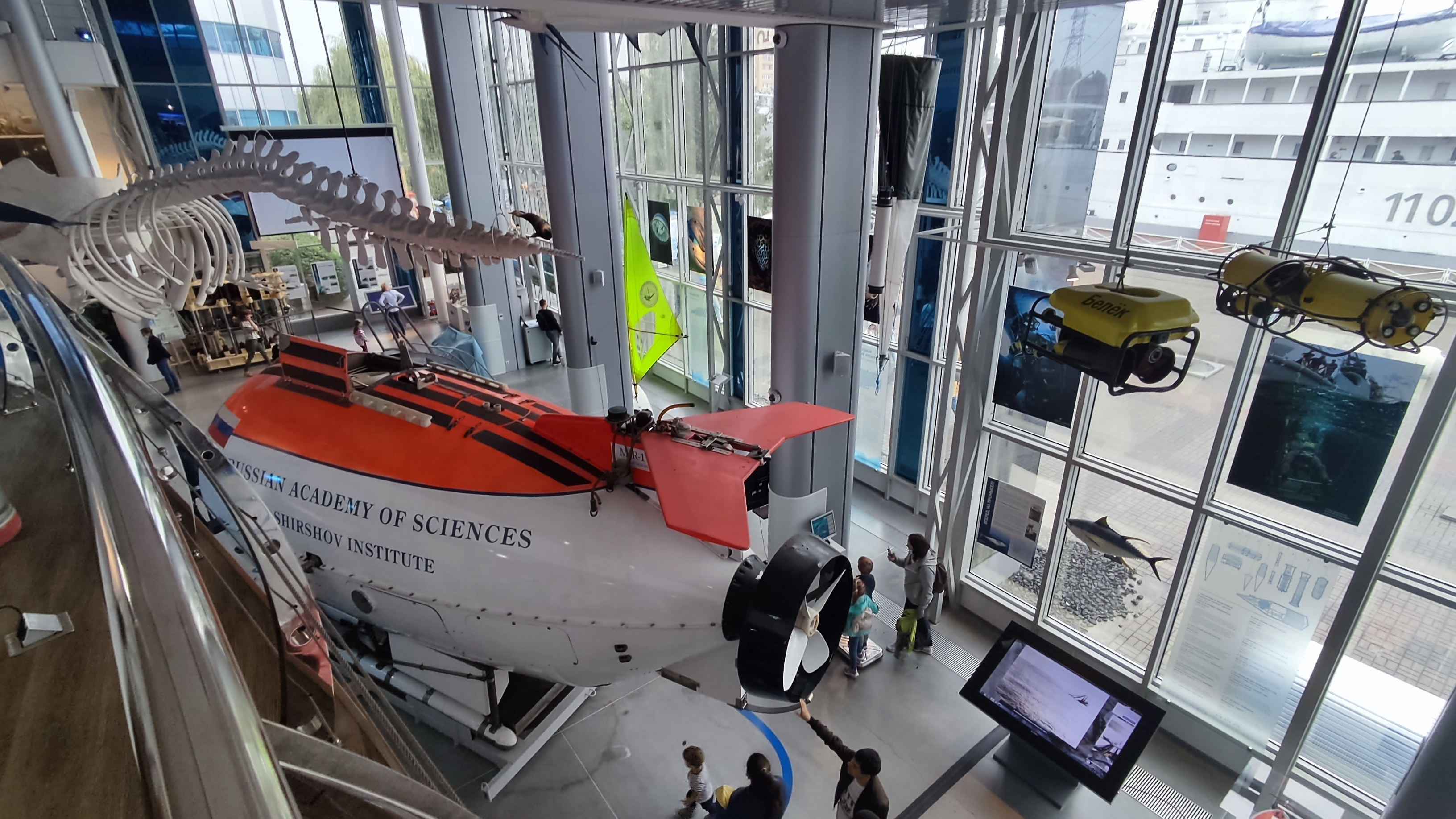
Mir 1 im Museum der Weltmeere in Kaliningrad

Mir 1 und Mir 2 (Russisch мир für Frieden; Welt) waren zwei baugleiche russische Forschungs-U-Boote, die für den Einsatz in großen Tiefen von mehreren tausend Metern konstruiert wurden. Die kleinen Boote konnten bis zu drei Personen befördern, denen sie durch ihre Bullaugen einen Blick in die Tiefsee ermöglichten. Mit einem Greifarm konnten auch Proben gesammelt werden.
Beide Boote waren an Bord des russischen Forschungsschiffs Akademik Mstislaw Keldysch stationiert und gehörten zusammen mit ihrem Mutterschiff dem P.P. Shirshov Institute of Oceanology of the Russian Academy of Sciences (P. P. Schirschow-Institut für Ozeanologie der Russischen Akademie der Wissenschaften). Nach dem Jahr 2011 wurden keine Tauchgänge mehr mit den Tauchbooten unternommen. Das Tauchboot Mir 1 wird im Museum der Weltmeere in Kaliningrad ausgestellt.
Bekannt wurden die Mir-U-Boote vor allem durch den Film Titanic, in dem sie bei Tauchfahrten am echten Wrack der Titanic in 3.803 Metern Tiefe zu sehen sind. Um die Forschungsarbeit der Boote und der Akademik Mstislaw Keldysch zu finanzieren, wurden einige Jahre auch Tauchfahrten für interessierte Privatpersonen angeboten.

## Tauchgang zum geografischen Nordpol
Am 2. August 2007 wurde von Mir 1 in 4.621 Meter Tiefe die russische Flagge in den Meeresboden unterhalb des geographischen Nordpols gerammt. Mit der ehrgeizigen Expedition will Moskau seinen Anspruch auf fast 1,2 Millionen Quadratkilometer Gebiet in der Polarregion stützen – ein Gebiet, das über drei Mal so groß wie Deutschland ist. Ziel der Expedition sei es, wissenschaftliche Beweise dafür zu sammeln, dass das Unterwassergebirge am Nordpol mit dem russischen Festland verbunden sei. Das russische Institut für Arktis- und Antarktisforschung St. Petersburg arbeitet dabei eng mit dem Leibniz-Institut für Meereswissenschaften in Kiel (IFM-GEOMAR) zusammen. Für den September 2007 war ein gemeinsamer Tauchgang vom Forschungsschiff Iwan Petrow geplant.

## Technische Daten
- Druckkörper

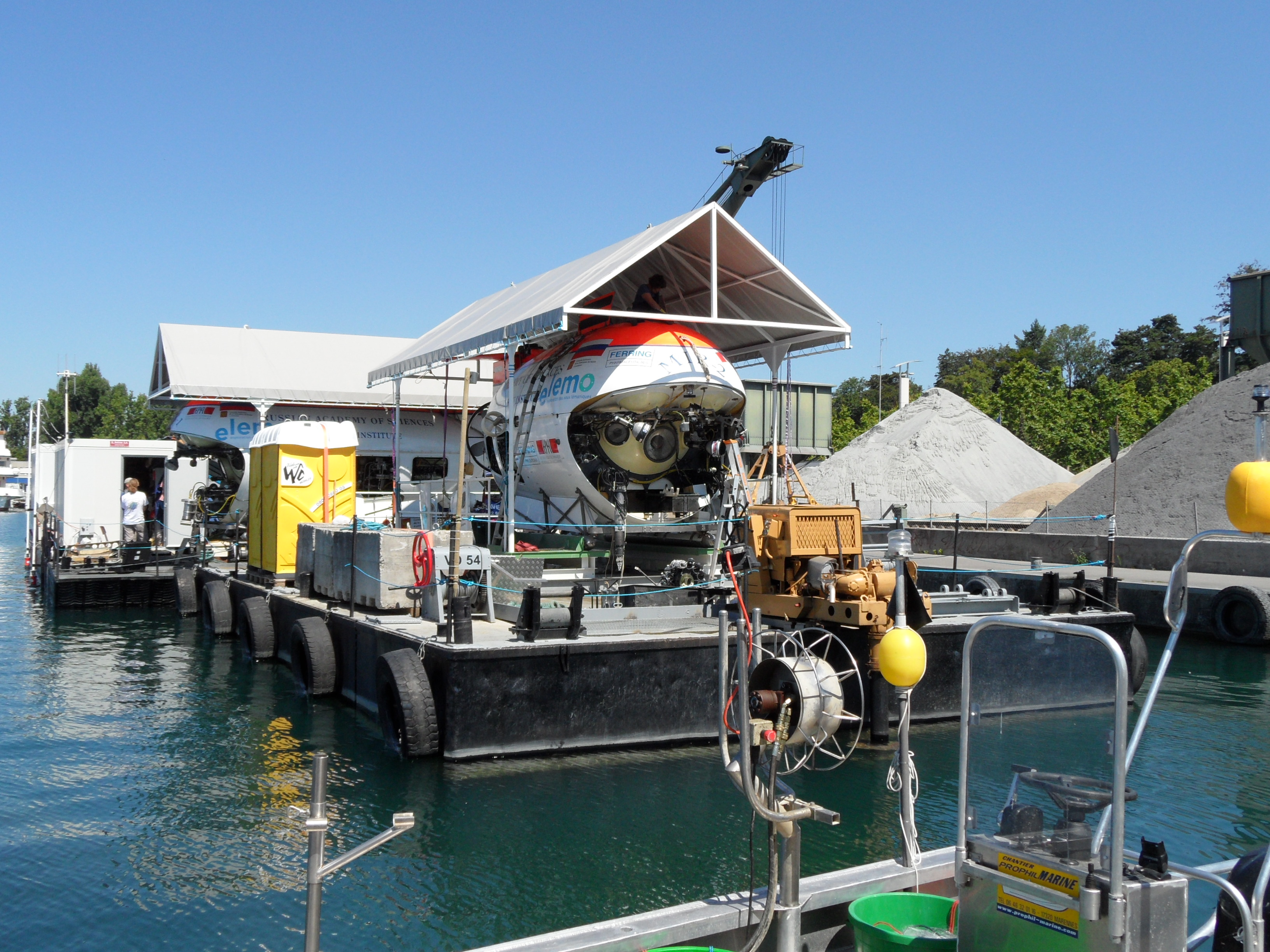
Mir 1 und Mir 2 im Hafen Ouchy am Genfersee, Juli 2011

  - Material: Martensitische Stahllegierung mit 30 % Kobalt und kleineren Anteilen an Nickel, Chrom und Titan.
  - Durchmesser: 2,1 m
- Fenster:
  - Mitte: 200 mm Ø
  - Seitlich: 2 × 120 mmØ